# A Full Metal Panic! fejezeteinek listája
Ez a szócikk a Full Metal Panic! című, Gató Sódzsi által írt light novel-sorozatból készült mangák fejezeteinek ismertetőjét tartalmazza. Jelenleg öt különböző történet ismeretes: az eredeti mangát Tateo Recu rajzolta 2000-2005 között, illetve pár kötet erejéig egy úgynevezett "Comic Mission" is kiadásra került. Készült emellett rövidebb, ötkötetes mű is Nagai Tomohiro tolmácsolásában (Ikinari!, ismertebb külföldi nevén Overload), mely kissé gyermekibben ábrázolta a szereplőket. A mangaka készített emellett "Surplus" címmel egy egykötetes összefoglalót is. A leghosszabb, 19 kötetet megért sorozatot, a Sigmát, Ueda Hirosi készítette 2005-2013 között. Taicsi Jou pedig jelenleg is rajzolja a spin-off történetnek felfogható "Another"-t.
A művek kiadásáért Japánban a Gekkan Dragon Age felel. Magyarországon hivatalosan egyik sem jelent meg, csak rajongói fordítás létezik.

## Fejezetlista

### Full Metal Panic!
Az első mangasorozat 2000 és 2005 között készült, és Tateo Recu rajzolta. A mű kilenc kötetes volt, és az egyik első igazi licencelt manga volt az Amerikai Egyesült Államokban. Története többé-kevésbé az első animesorozattal vág egybe, de néhány kisebb epizód a Fumoffu-ban látható.
| Kötet | Cím | Cím | Megjelenési dátum                                                                   | Megjelenési dátum                                                                   |  |
| Kötet | Magyar | Japán | Japán                                                                               | Magyar                                                                              |  |
| ----- | --- | --- | ----------------------------------------------------------------------------------- | ----------------------------------------------------------------------------------- |  |
|       | | |                                                                                     |                                                                                     |  |
| 1     | - | - | 2000. augusztus 30.                                                                 | '                                                                                   |  |
| 1     | Fejezetek - 001. A cserediák egy veszélyes katona? - 002. Kategorikus imperatívusz! Védd meg Kaname titkát! - 003. Első küldetésem... egy rakás bérgyilkos ellen? - 004. Kenyeret és lőszert - 005. Baljós kavarások - 006. Kaname keresztútja - a középsuli hajszálon függ! - 007. Egy értetlenkedős délután | Fejezetek - 001. A cserediák egy veszélyes katona? - 002. Kategorikus imperatívusz! Védd meg Kaname titkát! - 003. Első küldetésem... egy rakás bérgyilkos ellen? - 004. Kenyeret és lőszert - 005. Baljós kavarások - 006. Kaname keresztútja - a középsuli hajszálon függ! - 007. Egy értetlenkedős délután | Szereplő(k) a borítón - Csidori Kaname - Szagara Szószuke Oldalszám 162             | Szereplő(k) a borítón - Csidori Kaname - Szagara Szószuke Oldalszám 162             |  |
| 1     | Csidori Kaname 16 éves japán diáklány számára egyik napról a másikra megváltozik az élet, amikor egy háború- és fegyvermániás őrült, Szagara Szószuke érkezik az osztályba. Bár mindenki úgy tudja, hogy csak azért viselkedik furán, mert háborús övezetben nevelkedett, a fiú valójában egy titkos katonai szervezet, a Mithril őrmestere. Feladata Kaname megvédése az ismeretlenség homályába burkolózó támadóktól, akiknek szándékai ismeretlenek. Kaname nehezen viseli a srác csetlés-botlásait, és egy félreértett szituáció után megtiltja neki, hogy a közelébe menjen. | |                                                                                     |                                                                                     |  |
| 1     | ISBN: ISBN 4-04-926157-X | |                                                                                     |                                                                                     |  |
|       | | |                                                                                     |                                                                                     |  |
| 2     | - | - | 2001. március 28.                                                                   | '                                                                                   |  |
| 2     | Fejezetek - 008. Rémes osztálykirándulás - 009. Sirámok a mélyből - 010. Kezdődik a küldetés - 011. Hosszú, sötét éjszaka - 012. Szemek a mennyországban - 013. Megosztott érzések - 014. A nagy szökés | Fejezetek - 008. Rémes osztálykirándulás - 009. Sirámok a mélyből - 010. Kezdődik a küldetés - 011. Hosszú, sötét éjszaka - 012. Szemek a mennyországban - 013. Megosztott érzések - 014. A nagy szökés | Szereplő(k) a borítón - Csidori Kaname - Szagara Szószuke Oldalszám 194             | Szereplő(k) a borítón - Csidori Kaname - Szagara Szószuke Oldalszám 194             |  |
| 2     | Kaname még mindig haragszik Szószukéra, amikor az osztály épp kirándulásra indul repülővel Okinava szigetére. Ám egy terrorista, Gauron, Szagara régi nemezise, eltéríti a repülőt, és Észak-Koreában szállnak le. Ott aztán elrabolják Kanamét, a repülőt pedig fel akarják robbantani, hogy eltüntessék a nyomokat. Szószuke megmenti mindenki életét és Kaname nyomába ered. A lányon éppen kísérleteket hajtanak végre: a tudósnő állítása szerint ő egy Suttogó, aki tudat alatt fantasztikus képességek birtokosa. Miután kimenti, egy Védelmező segítségével küzd meg az ellenséggel, és szökteti meg a lányt. | |                                                                                     |                                                                                     |  |
| 2     | ISBN: ISBN 4-04-926170-7 | |                                                                                     |                                                                                     |  |
|       | | |                                                                                     |                                                                                     |  |
| 3     | - | - | 2001. december 21.                                                                  | '                                                                                   |  |
| 3     | Fejezetek - 015. Gyanú és őrület a kosárbajnokságban - 016. Ki ez a rejtélyes cserediák? - 017. Ketten egy fedél alatt - 018. Furcsa állatok a hadseregben - 019. Romantikus vakáció - 020. Nem félek a szellemektől! Kaland a kihalt szigeten | Fejezetek - 015. Gyanú és őrület a kosárbajnokságban - 016. Ki ez a rejtélyes cserediák? - 017. Ketten egy fedél alatt - 018. Furcsa állatok a hadseregben - 019. Romantikus vakáció - 020. Nem félek a szellemektől! Kaland a kihalt szigeten                                                                | Szereplő(k) a borítón - Csidori Kaname - Teletha "Tessa" Testarossa Oldalszám 164   | Szereplő(k) a borítón - Csidori Kaname - Teletha "Tessa" Testarossa Oldalszám 164   |  |
| 3     | Miután sikeresen megmenekültek, ismét a humoré lesz a főszerep. Szagara őrmester felettese, a szép és bájos Teletha "Tessa" Testarossa kapitány egy pár napra kikapcsolódásképpen beépül az iskolába, mint egy cserediáklány. Az őrmester rendkívül feszengően viselkedik a jelenlétében, ami Kanamét is zavarja - egészen addig, míg rá nem jön, ki is ez a lány valójában. Nem sokkal ezután kezdődik a nyári szünet, amit a fiatalok együtt töltenek el egy szigeten. A csapat gyenge pontja ezúttal is Szószuke, aki galibát galibára halmoz - igaz, aztán helyre is hozza azokat, a maga furcsa módján., | |                                                                                     |                                                                                     |  |
| 3     | ISBN: ISBN 4-04-926189-8 | |                                                                                     |                                                                                     |  |
|       | | |                                                                                     |                                                                                     |  |
| 4     | - | - | 2002. április 26.                                                                   | '                                                                                   |  |
| 4     | Fejezetek - 021. Oly sok emlék! Sosukét legyőzik? 1. rész - 022. Oly sok emlék! Sosukét legyőzik? 2. rész - 023. Meglepetés! Ki lehetsz te? - 024. Ki szárítja fel a kapitány könnyeit? - 025. Sosuke döntése - 026. Remélem, jól vagy, Sosuke! | Fejezetek - 021. Oly sok emlék! Sosukét legyőzik? 1. rész - 022. Oly sok emlék! Sosukét legyőzik? 2. rész - 023. Meglepetés! Ki lehetsz te? - 024. Ki szárítja fel a kapitány könnyeit? - 025. Sosuke döntése - 026. Remélem, jól vagy, Sosuke!                                                               | Szereplő(k) a borítón - Csidori Kaname - Bonta Oldalszám 156                        | Szereplő(k) a borítón - Csidori Kaname - Bonta Oldalszám 156                        |  |
| 4     | Kanaménak udvarolni kezd egy régi fiúja, és a lány elmegy vele a vidámparkba. Szószuke azonban veszélyt gyanít, és Kiokó segítségével utánuk megy egy Bonta-jelmezben, hogy ne leplezze le magát. Kaname azonban az érzéseire hallgat, és inkább az őrmestert választja a régi fiúja helyett. Tessa kapitány azonban ismét beköltözik hozzá, hatalmas félreértést okozva ezzel. A lány azonban egy ismeretlen, Takuma nevű fiút hozott magával, akire az A-21 nevű terrorszervezet vadászik, különleges képességei miatt. Szagara őrmester fogadott apját, Kalinyint, a Mithril magas rangú parancsnokát az ellenség fogságba ejti, a védelmébe vett Kanamét és Tessa kapitányt pedig a Dzsindai Középiskolában való bújkálás után elfogják. | |                                                                                     |                                                                                     |  |
| 4     | ISBN: ISBN 4-04-926195-2 | |                                                                                     |                                                                                     |  |
|       | | |                                                                                     |                                                                                     |  |
| 5     | - | - | 2002. november 28.                                                                  | '                                                                                   |  |
| 5     | Fejezetek - 027. A két szép lány megmentése - 028. Takuma helye - 029. Utolsó kívánság - 030. A harc végén - 031. Édes emlékek - 032. Hosszú út a szálláshelyre | Fejezetek - 027. A két szép lány megmentése - 028. Takuma helye - 029. Utolsó kívánság - 030. A harc végén - 031. Édes emlékek - 032. Hosszú út a szálláshelyre | Szereplő(k) a borítón - Szagara Szószuke - Teletha "Tessa" Testarossa Oldalszám 156 | Szereplő(k) a borítón - Szagara Szószuke - Teletha "Tessa" Testarossa Oldalszám 156 |  |
| 5     | Szagara őrmester két társa, Kurz Weber és Melissa Mao segítségével Kaname és Tessa kapitány megmentésére indul. A két lány azonban talpraesett módon kimenti a fogságba esett Kalinyint. Ám messzire nem jutnak: az A-21 egy óriási Védelmező, a Behemót vezetésére használják Takumát. Szószuke és a csapat csak nagy erőfeszítések árán tudnak végezni vele. A fáradalmakat Tessa egy vidéki úton pihenné ki, ám véletlenül rossz vonatra száll, és egy különös házaspár vendége lesz. Kaname és Szószuke pedig egy hétvégi házban pihennének a többiekkel, de az odavezető út tartogat meglepetéseket. | |                                                                                     |                                                                                     |  |
| 5     | ISBN: ISBN 4-04-926212-6 | |                                                                                     |                                                                                     |  |
|       | | |                                                                                     |                                                                                     |  |
| 6     | - | - | 2003. június 27.                                                                    | '                                                                                   |  |
| 6     | Fejezetek - 033. A háború művészete - 034. Mennyei étel - pokoli főzés - 035. Karácsony a csatatéren - 036. Sosuke, új év, új élet - 037. Az otthon hagyott jegyzetfüzet - 038. Rejtélyes üzenet - balfék zsoldos - 039. Rendkívül átlagos napok | Fejezetek - 033. A háború művészete - 034. Mennyei étel - pokoli főzés - 035. Karácsony a csatatéren - 036. Sosuke, új év, új élet - 037. Az otthon hagyott jegyzetfüzet - 038. Rejtélyes üzenet - balfék zsoldos - 039. Rendkívül átlagos napok                                                              | Szereplő(k) a borítón - Teletha "Tessa" Testarossa - Csidori Kaname Oldalszám 158   | Szereplő(k) a borítón - Teletha "Tessa" Testarossa - Csidori Kaname Oldalszám 158   |  |
| 6     | Ismét az iskolában folytatódnak a kalandok. Szószuke először totálisan félreértelmezi a művészetórán kapott feladatot, majd Kaname segítségével próbál meg finomságokat sütni, több-kevesebb sikerrel. Közben eljön a karácsony, majd az újév, és a fiatalok is másként élik meg a dolgaikat. Egy másik alkalommal Sosuke otthon hagyja Kaname jegyzetfüzetét, és a visszaszerzésére csak kalandos úton képesek. Végül fény derül arra is, hogyan képes Szagara őrmester kezelni azt, hogy tetszik egy lánynak... | |                                                                                     |                                                                                     |  |
| 6     | ISBN: ISBN 4-04-926228-2 | |                                                                                     |                                                                                     |  |
|       | | |                                                                                     |                                                                                     |  |
| 7     | - | - | 2004. március 1.                                                                    | '                                                                                   |  |
| 7     | Fejezetek - 040. Óvakodj az egerektől! - 041. Sosuke titkos elfoglaltsága - 042. Vízivilág - 043. Így kell egyezkedni - 044. Őrült fantáziálás - 045. A veterán hadnagy nagyapa - Extra: Bátor hősök küldetése | Fejezetek - 040. Óvakodj az egerektől! - 041. Sosuke titkos elfoglaltsága - 042. Vízivilág - 043. Így kell egyezkedni - 044. Őrült fantáziálás - 045. A veterán hadnagy nagyapa - Extra: Bátor hősök küldetése                                                                                                | Szereplő(k) a borítón - Csidori Kaname - Szagara Szószuke Oldalszám 160             | Szereplő(k) a borítón - Csidori Kaname - Szagara Szószuke Oldalszám 160             |  |
| 7     | Elszabadul egy különleges, mindent megrágó egér az iskolában, és Szószukére vár a feladat, hogy befogja, és visszaadja a Mithrilnek a kísérleti állatot. Az őrmester ezután felfedi több rejtélyes elfoglaltságát: Kurznak segít különféle figurákat gyűjteni, illetve bemutatja, hogy katonai kiképzésének mekkora hasznát veheti a szinkronúszás során. Ezután trükkös módon le kell számolnia egy huligán bandával, akik túszul ejtették Kanamét, hogy móresre taníthassák őt. Majd egy különleges klub tagja lesz, akik szerepjátékokat játszanak, később pedig Kaname veterán katona nagyapját kell útbaigazítania. | |                                                                                     |                                                                                     |  |
| 7     | ISBN: ISBN 4-04-926242-8 | |                                                                                     |                                                                                     |  |
|       | | |                                                                                     |                                                                                     |  |
| 8     | - | - | 2004. szeptember 1.                                                                 | '                                                                                   |  |
| 8     | Fejezetek - 046. Nyári invitáció - 047. Parti a Danaan-on - 048. Nyomás és ígéretek - 049. A csatatér démonai - 050. Összecsapás az Arbalest-tel - 051. A világ, ahová nem tartozom | Fejezetek - 046. Nyári invitáció - 047. Parti a Danaan-on - 048. Nyomás és ígéretek - 049. A csatatér démonai - 050. Összecsapás az Arbalest-tel - 051. A világ, ahová nem tartozom | Szereplő(k) a borítón - Szagara Szószuke - Csidori Kaname Oldalszám 160             | Szereplő(k) a borítón - Szagara Szószuke - Csidori Kaname Oldalszám 160             |  |
| 8     | Szószuke a Merida-szigetre invitálja kanamét. A lány azt hiszi, hogy romantikus nyaralásra indulnak, de csalódnia kell, amikor igazából a Tuatha de Danaan-on, a Mithril tengeralattjáróján kötnek ki. Maga Tessa kapitány kérte, hogy jöjjön el, és egy ünnepséget szerveznek a tiszteletére. Ám azt senki nem sejtette, hogy a Merida-szigeten még egyelőre nem tudnak kikötni: Gauron és emberei ugyanis ismét megjelennek, és lerohanják a tábort. Mivel mást nem tudnak tenni, magukkal kell vinniük a gazembert a tengeralattjáróra. Azzal azonban senki nem számol, hogy beépített emberei az első adandó alkalommal szabadon eresztik őt, és elfogják Kanamét.                                                                       | |                                                                                     |                                                                                     |  |
| 8     | ISBN: ISBN 4-04-926248-7 | |                                                                                     |                                                                                     |  |
|       | | |                                                                                     |                                                                                     |  |
| 9     | - | - | 2005. július 1.                                                                     | '                                                                                   |  |
| 9     | Fejezetek - 052. Megosztott érzések egy veszélyes játékban - 053. A kék tengeren - 054. Ami szívből jön - 055. Ellentámadás - 056. Végjáték - 057. Közvetlen veszély - 058. Végtelen nyár | Fejezetek - 052. Megosztott érzések egy veszélyes játékban - 053. A kék tengeren - 054. Ami szívből jön - 055. Ellentámadás - 056. Végjáték - 057. Közvetlen veszély - 058. Végtelen nyár | Szereplő(k) a borítón - Szagara Szószuke - Csidori Kaname Oldalszám 174             | Szereplő(k) a borítón - Szagara Szószuke - Csidori Kaname Oldalszám 174             |  |
| 9     | Kaname és Tessa kapitány sikeresen megszöknek a tengeralattjárót uralma alá hajtó Gauron és emberei fogságából. Ketten, közös erővel visszaszerzik az uralmat a jármű felett, Szószuke pedig a kísérleti Védelmezővel, az Arbalest-tel csap össze Gauronnal, s végül legyőzi a terroristát. A béke helyreáll, Kaname pedig folytathatja a nyári szünetét - legalábbis ő azt hiszi, hogy így lesz. | |                                                                                     |                                                                                     |  |
| 9     | ISBN: ISBN 4-04-926256-8 | |                                                                                     |                                                                                     |  |

### Full Metal Panic! Σ (Sigma)
A Sigma-sorozat 2005-ben indult, utolsó kötete pedig 2013-ban jelent meg. A történet az eredeti Tateo Recu-féle manga folytatása, azonban annál sokkal komorabb és akciódúsabb hangvételű, ahogy követi a light novel történéseit. A mű készítője Ueda Hirosi.
| Kötet | Cím | Cím | Megjelenési dátum                                                      | Megjelenési dátum                                                      |  |
| Kötet | Magyar | Japán | Japán                                                                  | Magyar                                                                 |  |
| ----- | --- | --- | ---------------------------------------------------------------------- | ---------------------------------------------------------------------- |  |
|       | | |                                                                        |                                                                        |  |
| 1     | - | - | 2005. augusztus 1.                                                     | '                                                                      |  |
| 1     | Fejezetek - 001. A kezdet (The Beginning) - 002. Bizalom (Trust You) - 003. Fekete és fehér (Black and White) | Fejezetek - 001. A kezdet (The Beginning) - 002. Bizalom (Trust You) - 003. Fekete és fehér (Black and White) | Szereplő(k) a borítón - Csidori Kaname Oldalszám 162                   | Szereplő(k) a borítón - Csidori Kaname Oldalszám 162                   |  |
| 1     | A Mithril elfogja azt a nőt, aki a Merida-szigeti támadásért közvetetten felelős lehet. Ő az Amalgam nevű titkos terrorszervezetet nevezi meg, mint aki a dolgok mögött áll. Miközben az URZU-osztag új vezetőt kap, Belfangan Clouseau személyében, a veszélyhelyzet miatt Szagara őrmestert visszarendelik a Mithrilhez, Csidori Kaname őrzését pedig átadják a titokzatos Szellem ügynöknek. Szószuke nem tudja elfogadni a helyzetet, hogy pusztán csak az Arbalest használata miatt hívták be, és ez meg is látszik a teljesítményén. | |                                                                        |                                                                        |  |
| 1     | ISBN: ISBN 4-04-712416-8 | |                                                                        |                                                                        |  |
|       | | |                                                                        |                                                                        |  |
| 2     | - | - | 2006. január 1.                                                        | '                                                                      |  |
| 2     | Fejezetek - 004. Üresség (Empty) - 005. Egyedüllét (Stand Alone) - 006. Esős bánat (Rainy Blue) - 007. A labirintus (Walk the Labyrinth) | Fejezetek - 004. Üresség (Empty) - 005. Egyedüllét (Stand Alone) - 006. Esős bánat (Rainy Blue) - 007. A labirintus (Walk the Labyrinth) | Szereplő(k) a borítón - Szagara Szószuke Oldalszám 166                 | Szereplő(k) a borítón - Szagara Szószuke Oldalszám 166                 |  |
| 2     | Szószuke továbbra is megpróbálja feldolgozni a helyzetét, és elsajátítani az Arbalest kezelését. Ehhez megkísérli felfedezni az azt vezérlő mesterséges intelligenciát, Al-t. Kaname eközben felfedezi, hogy az őrmester többé már nem vigyáz rá, és szó nélkül elhagyta Tokiót. Közben azonban egy rejtélyes alak követi mindenhová, akit igyekszik lerázni. Egy hotelbe menekül, ahol megtalálja az illetőt, aki azonban felfedi, hogy valójában ő is igyekszik őt megvédeni az igazi bérgyilkostól. Az illető nem más, mint Szellem, álruhában, akit a bérgyilkosnő lelő, de vele aztán egy különös alak végez, aki Leonard Testarossaként mutatkozik be. Nem más ő, mint Tessa kapitány bátyja, aki azonban különösebb magyarázat nélkül lelép. Szellem életben marad, Szószukét pedig Hongkongba rendelik, ahol gyanús mozgolódást észlelnek. Hamarosan kiderül számára, hogy egy régi ismerőse keresi őt, s mivel tehetetlennek érzi magát, úgy dönt, elhagyja a Mithrilt. | |                                                                        |                                                                        |  |
| 2     | ISBN: ISBN 4-04-712438-9 | |                                                                        |                                                                        |  |
|       | | |                                                                        |                                                                        |  |
| 3     | - | - | 2006. július 1.                                                        | '                                                                      |  |
| 3     | Fejezetek - 008. Élőhalott (Living Dead) - 009. Visszavágás (Take Back) - 010. Hősre várva (Waiting For Hero) - 011. A saját utam (Find My Way) - 012. Mellette maradni (Stay With You) - Extra: Full Metal Panic! Sigma előzetes | Fejezetek - 008. Élőhalott (Living Dead) - 009. Visszavágás (Take Back) - 010. Hősre várva (Waiting For Hero) - 011. A saját utam (Find My Way) - 012. Mellette maradni (Stay With You) - Extra: Full Metal Panic! Sigma előzetes | Szereplő(k) a borítón - Teletha "Tessa" Testarossa Oldalszám 164       | Szereplő(k) a borítón - Teletha "Tessa" Testarossa Oldalszám 164       |  |
| 3     | Szószuke, miután dezertált a Mithriltől, felfedezi, hogy egy régi ellensége őt keresi. Nem más, mint Gauron, aki magatehetetlenül fekszik a legutóbbi találkozásuk alkalmával szerzett sebek miatt. Elmondja az őrmesternek, hogy ki bérelte fel őt, mik a céljai, valamint azt hazudja Szószukének, hogy megölette Kanamét, amiért az lelövi őt. Szagara őrmester majdnem elhagyja magát, de ekkor váratlanul megérkezik Kaname, akit Szellem hozott magával. Bátorításának hála végre képes lesz kezelni az Arbalestet, és szembeszállni az ellenséggel. Miután egymaga elvégzi a küldetést, a Mithril vezetői előtt tett jelentésében csak egyvalamit kér: hadd járhasson továbbra is iskolába és hadd lehessen továbbra is Kaname védelmére beosztva. | |                                                                        |                                                                        |  |
| 3     | ISBN: ISBN 4-04-712454-0 | |                                                                        |                                                                        |  |
|       | | |                                                                        |                                                                        |  |
| 4     | - | - | 2006. december 1.                                                      | '                                                                      |  |
| 4     | Fejezetek - 013. Eseménytelen napjaim kapitányként (1. rész) (My Uneventful Day as Captain (Part 1)) - 014. Eseménytelen napjaim kapitányként (2. rész) (My Uneventful Day as Captain (Part 2)) - 015. Küldetés előtti tájkép (The Scene Just Before a Mission) - 016. Istennő érkezik (Fürdős túra) (Goddess Arrives (Onsen Trip)) - 017. A lövedék virágai (Flowers of Bullets) | Fejezetek - 013. Eseménytelen napjaim kapitányként (1. rész) (My Uneventful Day as Captain (Part 1)) - 014. Eseménytelen napjaim kapitányként (2. rész) (My Uneventful Day as Captain (Part 2)) - 015. Küldetés előtti tájkép (The Scene Just Before a Mission) - 016. Istennő érkezik (Fürdős túra) (Goddess Arrives (Onsen Trip)) - 017. A lövedék virágai (Flowers of Bullets) | Szereplő(k) a borítón - Kurz Weber Oldalszám 168                       | Szereplő(k) a borítón - Kurz Weber Oldalszám 168                       |  |
| 4     | Egy különös éjszaka után Tessa egyedül találja magát a Tuatha de Danaan fedélzetén, és kedvenc plüssmaciját is elveszítette. Miközben megpróbálja megkeresni, igyekszik rekonstruálni az előző napi történéseket. Majd Szagara őrmester és Kurz Weber szidalmazzák egymást egy küldetés előtt, nem sejtve, hogy valójában a másikat magasztalják az egekbe, a tudtukon kívül. Ezután Tessa újabb kéthetes vakációját láthatjuk, amikor is Kurz javaslatára egy, a hegyekben található fürdőbe indulnak. Nem sejti senki sem, hogy valójában meg akarja őket lesni fürdés közben, de Szagara őrmester közbelépésének hatására az egészből nem lesz semmi. Ezután ismét az iskolában találjuk magunkat, ahol a diákok utolsó évükre készülnek. Szószuke és Kaname mindketten tudják, hogy hamarosan véget érnek a boldog éveik, ezért szeretnék tisztázni érzéseiket egymás iránt... ám Leonard Testarossa váratlan megjelenése mindent keresztülhúz. | |                                                                        |                                                                        |  |
| 4     | ISBN: ISBN 4-04-712472-9 | |                                                                        |                                                                        |  |
|       | | |                                                                        |                                                                        |  |
| 5     | - | - | 2007. május 9.                                                         | '                                                                      |  |
| 5     | Fejezetek - 018. Visszaszámlálás - 019. Ötperces menekülés - 020. Katonai korridor - 021. Egy nagy lövés - 022. Egy nagy százalék | Fejezetek - 018. Visszaszámlálás - 019. Ötperces menekülés - 020. Katonai korridor - 021. Egy nagy lövés - 022. Egy nagy százalék | Szereplő(k) a borítón - Melissa Mao Oldalszám 164                      | Szereplő(k) a borítón - Melissa Mao Oldalszám 164                      |  |
| 5     | Leonard komoly követeléssel áll elő: Kaname tartson vele, és éljen vele hátralévő életében. Mivel ebbe nem megy bele, felfedi, hogy Szószuke több száz embert ölt már meg küldetései során, hogy megrendítse a fiúba vetett bizalmát. Majd mikor ez sem lesz elég, sértődötten távozik. Szagara őrmester elviszi a lakásról Kanamét egy biztonságos helyre, ugyanebben az időben pedig az Amalgam megsemmisítő csapást mér világszerte a Mithrilre, kihasználva egy, a kommunikációs rendszereket megbénító napkitörést. Miközben a Merida-szigeten Tessa és a többiek komoly küzdelmet vívnak az ellenséggel, Kaname megtudja, hogy az Amalgam túszul ejtette Kiokót és a diákokat az iskolában. Bár ő feladná, Szószuke feltett szándéka, hogy mindenkit megment. | |                                                                        |                                                                        |  |
| 5     | ISBN: ISBN 978-4-04-712491-2 | |                                                                        |                                                                        |  |
|       | | |                                                                        |                                                                        |  |
| 6     | - | - | 2007. október 9.                                                       | '                                                                      |  |
| 6     | Fejezetek - 023. Áttörés - 024. Nem diák vagyok, hanem gyilkos - 025. Lány elválik fiútól - 026. Magára maradva - 027. A Mithril születése | Fejezetek - 023. Áttörés - 024. Nem diák vagyok, hanem gyilkos - 025. Lány elválik fiútól - 026. Magára maradva - 027. A Mithril születése | Szereplő(k) a borítón - Leonard Testarossa Oldalszám 162               | Szereplő(k) a borítón - Leonard Testarossa Oldalszám 162               |  |
| 6     | Szószuke az Arbalest segítségével behatol az iskolába, hogy megmentse Kiokót. Sikerül is neki, de ekkor az iskolát megszálló terroristák vezére, Kurama rajtaüt. Csak Szellem segítségével tud kitörni az ostromgyűrűből, miközben Kiokó súlyosan megsérül, s kórházba kell vinni. Eközben a Mithril erőit teljesen felmorzsolják a Merida-szigeten, s így kénytelenek kihajózni a Tuatha de Danaan-nal. Kalinyinnak viszont nyoma vész a végső ütközetben. Szagara őrmester mindeközben a Beliallal, Leonard Testarossa védelmezőjével csap össze, amely azonban megsemmisíti az Arbalestet. Kaname mindezeket látva úgy dönt: elege van a vérontásból, és inkább Leonarddal tart. Szószuke az iskolában mindenki előtt felfedi, kicsoda ő valójában, és megesküszik, hogy kerül, amibe kerül, de visszahozza a lányt. A kötet legvégén egy mini-történetből megtudhatjuk, hogy került Tessa és Mardukas a frissiben megalakult Mithrilhez. | |                                                                        |                                                                        |  |
| 6     | ISBN: ISBN 978-4-04-712514-8 | |                                                                        |                                                                        |  |
|       | | |                                                                        |                                                                        |  |
| 7     | - | - | 2008. február 8.                                                       | '                                                                      |  |
| 7     | Fejezetek - 028. Az ellenség üldözése - 029. A lány emlékei - 030. Komoly küzdelem - 031. Savage vs. M9 | Fejezetek - 028. Az ellenség üldözése - 029. A lány emlékei - 030. Komoly küzdelem - 031. Savage vs. M9 | Szereplő(k) a borítón - Szagara Szószuke Oldalszám 162                 | Szereplő(k) a borítón - Szagara Szószuke Oldalszám 162                 |  |
| 7     | Egy hónappal azután, hogy Kanamét elrabolta az Amalgam, Szószuke elutazik a dél-ázsiai Namszak városába, hogy nyomok után kutakodjon. Megismerkedik egy helybéli lánnyal, Namival, akiről kiderül, hogy ő is egy Suttogó, valamint Lemonnal, az újságíróval, aki a várható nagy fogás reményében akar róluk riportot készíteni. Szagara őrmester a városi ringben küzd Nami Védelmezőjének a segítségével, hogy pénzt keressenek a küzdelmeken, melyből a lány újjáépíthetné faluját. Hamarosan azonban bűnözők csapnak le rájuk, a korrupt rendőrfőnök segítségével. Az egész bandát túszul ejtik, Szószukét pedig arra kényszerítik, hogy jó pénzért, és a társai szabadságáért küzdjön meg egy nála sokkal erősebb M9-essel. Eközben Lemonról kiderül, hogy valójában titkosügynök, aki megmenti a többieket - a gonoszok támadása mögött pedig ismét Kurama áll. | |                                                                        |                                                                        |  |
| 7     | ISBN: ISBN 978-4-04-712533-9 | |                                                                        |                                                                        |  |
|       | | |                                                                        |                                                                        |  |
| 8     | - | - | 2008. július 9.                                                        | '                                                                      |  |
| 8     | Fejezetek - 032. A tétovázás ára - 033. Üldözéses küzdelem - 034. Csakis te - 035. Hangok az Északi-sarkról | Fejezetek - 032. A tétovázás ára - 033. Üldözéses küzdelem - 034. Csakis te - 035. Hangok az Északi-sarkról | Szereplő(k) a borítón - Nami Oldalszám 160                             | Szereplő(k) a borítón - Nami Oldalszám 160                             |  |
| 8     | Szószuke sikeresen legyőzi az M9-est, és Nami kiszabadítására indul. Ám tétovázása miatt Kurama megöli a lányt. A gazember menekülni próbál, ám Szószuke üldözőbe veszi. Namszak városában csapnak össze, ahol mindketten végzetes sérüléseket szenvednek. Halála előtt Kurama azonban még elárulja Kaname lehetséges hollétének helyét. Egy melléktörténetből pedig kiderül, hogyan hagyta el Kalinyin a KGB-t és állt be a Mithrilhez, s hogyan találkozott Szószukével és lett a nevelőapja. | |                                                                        |                                                                        |  |
| 8     | ISBN: ISBN 978-4-04-712555-1 | |                                                                        |                                                                        |  |
|       | | |                                                                        |                                                                        |  |
| 9     | - | - | 2008. október 9.                                                       | '                                                                      |  |
| 9     | Fejezetek - 036. Degenerált boszorkány - 037. Reaktiválás - 038. Mindegyikük útja - 039. Adu ász | Fejezetek - 036. Degenerált boszorkány - 037. Reaktiválás - 038. Mindegyikük útja - 039. Adu ász | Szereplő(k) a borítón - Teletha "Tessa" Testarossa Oldalszám 162       | Szereplő(k) a borítón - Teletha "Tessa" Testarossa Oldalszám 162       |  |
| 9     | Tessa San Francisco utcáin bolyong, s itt találnak rá a rendőrök. Kórházba viszik, ahol egy történetet mesél elő a Mithril és a csapata széthullásáról. Terroristák érkeznek, hogy elrabolják és megöljék őt, ám kiderül, hogy az egész csak színjáték: céljuk Fowler, Leonard Testarossa egyik bizalmas emberének elfogása és kivallatása. Bár a gazfickó elmenekül, nyomait követni tudják. Időközben Szószuke is felépül sérüléseiből, s miután az ellenség őt is megtámadja, Lemonnal és csapatával Floridába mennek tréningezni. Ezután egy hiteles forrást követve rájönnek Leonard búvóhelyére, ahol Kanamét tartják fogságban. A hadsereg egy különleges M6-ost ad Szószukének a nehéznek ígérkező feladathoz. Eközben Szellem, Gavin Hunter, és egy titokzatos lány, Mira, újra működésre bírják Al-t, a megsemmisült Arbalest helyett egy új testben. Hamarosan azonban felbukkan egy új ellenségük is: Kalinyin, aki immár az Amalgam szolgálatában áll. | |                                                                        |                                                                        |  |
| 9     | ISBN: ISBN 978-4-04-712568-1 | |                                                                        |                                                                        |  |
|       | | |                                                                        |                                                                        |  |
| 10    | - | - | 2009. március 9.                                                       | '                                                                      |  |
| 10    | Fejezetek - 040. Közel hozzád - 041. Frontális támadás - 042. Erőfölény - 043. Akár egy tüzes kard | Fejezetek - 040. Közel hozzád - 041. Frontális támadás - 042. Erőfölény - 043. Akár egy tüzes kard | Szereplő(k) a borítón - Csidori Kaname Oldalszám 162                   | Szereplő(k) a borítón - Csidori Kaname Oldalszám 162                   |  |
| 10    | Szószuke elindítja az akciót Leonard birtoka ellen, ahol Kaname éppen megtudja a férfi szörnyű titkát a múltjából. Leonard fegyvert ad a kezébe, hogy lője le, ha meg akar szökni, amire a lány képtelen, de aztán a pisztoly mégis elsül, és Leonard súlyosan megsérül. Eközben Szagara őrmester Kurz Weber és Melissa Mao segítségével bejut a birtokra, ahol azonban Kalinyin és emberei megakadályozzák a továbbhaladást. Kanamét elrabolják és egy helikopterrel magukkal viszik, hiába érkezik meg időközben a továbbfejlesztett Arbalest, a Laevatein. | |                                                                        |                                                                        |  |
| 10    | ISBN: ISBN 978-4-04-712593-3 | |                                                                        |                                                                        |  |
|       | | |                                                                        |                                                                        |  |
| 11    | - | - | 2009. július 9.                                                        | '                                                                      |  |
| 11    | Fejezetek - 044. Tedd széppé a napom - 045. 30 perces vakáció - 046. Megbízhatósági láncolat - 047. Vissza a kezdetekhez | Fejezetek - 044. Tedd széppé a napom - 045. 30 perces vakáció - 046. Megbízhatósági láncolat - 047. Vissza a kezdetekhez | Szereplő(k) a borítón - Leonard Testarossa Oldalszám 164               | Szereplő(k) a borítón - Leonard Testarossa Oldalszám 164               |  |
| 11    | Kanamét Kalinyin és csapata helikopterrel elviszi, de a lány és Szószuke még egy utolsó rádióüzenetben megvallhatják egymásnak érzéseiket. Szagara őrmester eközben minden erejével azon van, hogy előkerítse a lányt, s ennek érdekében visszalép a Mithrilbe. Aggódik azonban a csapatmorál miatt: Tessa feszült a felelősség miatt, Kurz pedig lefeküdt Maóval, amit esetleges elfogultságnak tekinthet a harcmezőn. Időközben Tessa megfejti Leonard tervét, és Szellemet, valamit Lemont küldi, hogy járjanak utána. Bár Lemon súlyosan megsérül, végül rájönnek, hogy Leonard célja nem volt más, mint eljutni Kanaméval a Jamszk-11 nevű titkos szovjet városba, a helyre, ahol a Suttogók egy félresikerült kísérlet miatt születtek. Tessa, Szószuke, és Kurz odautaznak, azonban váratlanul rajtuk ütnek, és elveszítik egymást. | |                                                                        |                                                                        |  |
| 11    | ISBN: ISBN 978-4-04-712613-8 | |                                                                        |                                                                        |  |
|       | | |                                                                        |                                                                        |  |
| 12    | - | - | 2009. november 9.                                                      | '                                                                      |  |
| 12    | Fejezetek - 048. Viszontlátás - 049. A megoldás kulcsa - 050. Búcsúnapok - 051. Suttogás | Fejezetek - 048. Viszontlátás - 049. A megoldás kulcsa - 050. Búcsúnapok - 051. Suttogás | Szereplő(k) a borítón - Mira Oldalszám 162                             | Szereplő(k) a borítón - Mira Oldalszám 162                             |  |
| 12    | Kaname és Lemon sikeresen megússzák a helikopter felrobbanását, majd találkoznak Tessával. A kapitány célja eljutni az üzem legmélyére, hogy elpusztítsa a TAROS néven ismert berendezést. Elmeséli nekik, hogy ebben az üzemben történt 18 évvel korábban egy baleset, amelynek következtében létrejöttek a Suttogók. Ők, valamint a Fekete Technológia által alkotott minden berendezés a TAROS segítségével képes különleges dolgokra - ezek az információhordozó hullámok pedig a jövőből érkeznek a Suttogók fejébe. Ugyanezt a történetet elmeséli Leonard is Szószukének, miközben próbálnak kijutni szorult helyzetükből. Leonardnak azért kell Kaname, mert ő a kezdet és a vég - a jövőből ő az, aki valamilyen módon átsugározza az információkat a múltba, s ezért az a végzete, hogy ide visszatérjen. Arra akarja használni a lányt, hogy egy új TAROS felépítése után helyreállítsa a dolgok rendes menetét, és eltörölje az elmúlt 18 év alternatív történelmének minden fájdalmát. Mindeközben Kaname az üzem legmélyén egy különös entitásra, a Sofia nevű nőre bukkan, aki rezonálni kezd vele a saját hullámaival, s összeolvad a lány elméjével. Ennek hatására úgy hiszi, hogy megölte Tessát és Szószukét is, s végre kell hajtania egy fontos küldetést... | |                                                                        |                                                                        |  |
| 12    | ISBN: ISBN 978-4-04-712632-9 | |                                                                        |                                                                        |  |
|       | | |                                                                        |                                                                        |  |
| 13    | - | - | 2010. június 9.                                                        | '                                                                      |  |
| 13    | Fejezetek - 052. A világ királya (King of the World) - 053. Az utolsó lövés (The Last Shoot) - 054. Ég veled, társam (Good By Mate) - 055. Sírás az eltűnő világban (Cry In A Disappearing World) - 056. Újoncok (1. rész) (Engage Six Seven Part 1) | Fejezetek - 052. A világ királya (King of the World) - 053. Az utolsó lövés (The Last Shoot) - 054. Ég veled, társam (Good By Mate) - 055. Sírás az eltűnő világban (Cry In A Disappearing World) - 056. Újoncok (1. rész) (Engage Six Seven Part 1) | Szereplő(k) a borítón - Melissa Mao Oldalszám 164                      | Szereplő(k) a borítón - Melissa Mao Oldalszám 164                      |  |
| 13    | Kaname szemlátomást átalakult egy teljesen más emberré, akinek immár csak a Sofia által rábízott küldetés teljesítése a célja, s aki azt hiszi, hogy Szószuke és Tessa meghaltak. Pedig ez nincs így: a páros és Lemon épp szorult helyzetből próbálnak meg kimenekülni. Útjukat állja azonban Casper, Kurz régi mestere, akivel előbb a tanítványnak kell összecsapnia. A harc során azonban súlyos áldozatot kell hozniuk, s így Szagara őrmester és a többiek a halottnak hitt Kurz Webert a harctéren hagyják. A legutolsó minitörténetben a gyászoló Melissa Mao idézi fel, milyen volt, amikor Kurz és Szószuke a csapatának a tagjai lettek. | |                                                                        |                                                                        |  |
| 13    | ISBN: ISBN 978-4-04-712668-8 | |                                                                        |                                                                        |  |
|       | | |                                                                        |                                                                        |  |
| 14    | - | - | 2010. november 9.                                                      | '                                                                      |  |
| 14    | Fejezetek - 057. Újoncok (2. rész) (Engage Six Seven Part 2) - 058. Bánat két távoli lövés között (1. rész) (Intervals Sad, Range Far Part 1) - 059. Bánat két távoli lövés között (2. rész) (Intervals Sad, Range Far Part 2) - 060. Macska és cica Rock 'n Roll (Cat & Kitty R'n R | Fejezetek - 057. Újoncok (2. rész) (Engage Six Seven Part 2) - 058. Bánat két távoli lövés között (1. rész) (Intervals Sad, Range Far Part 1) - 059. Bánat két távoli lövés között (2. rész) (Intervals Sad, Range Far Part 2) - 060. Macska és cica Rock 'n Roll (Cat & Kitty R'n R                                                                                              | Szereplő(k) a borítón - Kurz Weber Oldalszám 162                       | Szereplő(k) a borítón - Kurz Weber Oldalszám 162                       |  |
| 14    | Ez a kötet a Kurzról való megemlékezésről szól. Az első sztoriban Melissa Mao folytatja a visszaemlékezést, és felidézi első küldetését új csapatával. Majd Szószuke emlékszik vissza, milyen volt az a pillanat, amikor Kurznak választania kellett a fegyvere és a gitár között, és hogy egy régi ismerős hogyan befolyásolta az érzéseit. A legutolsó sztoriban Tessa és Mao összekapnak, s kihívják egymást egy Védelmező-párbajra - annak ellenére, hogy Tessa semmit nem ért ezekhez a gépekhez. | |                                                                        |                                                                        |  |
| 14    | ISBN: ISBN 978-4-04-712694-7 | |                                                                        |                                                                        |  |
|       | | |                                                                        |                                                                        |  |
| 15    | - | - | 2011. május 9.                                                         | '                                                                      |  |
| 15    | Fejezetek - 061. Báb - 062. Karácsonyi terror - 063. Hős vagyok - 064. Drágán add az életed - 065. A kapitány melankóliája - 066. Vízalatti ütközet | Fejezetek - 061. Báb - 062. Karácsonyi terror - 063. Hős vagyok - 064. Drágán add az életed - 065. A kapitány melankóliája - 066. Vízalatti ütközet | Szereplő(k) a borítón - Teletha "Tessa" Testarossa Oldalszám 162       | Szereplő(k) a borítón - Teletha "Tessa" Testarossa Oldalszám 162       |  |
| 15    | Néhány hónapot visszamegyünk az időben. A Hong Kongban történt események után járunk, amikor is a Dzsindai Középiskola diákjai fájdalomdíjul a gépeltérítés miatt meghiúsult tanulmányi kirándulásukért ajándékba kapnak egy hajókirándulást, méghozzá szenteste. Mivel ez a nap Kaname születésnapja is, így izgatottan várja, mit tesz Szószuke - az őrmester azonban mondvacsinált indokkal távolmarad. Hamarosan kiderül azonban, hogy az Amalgam után nyomoznak, és ennek érdekében még egy terrortámadást is hajlandóak megjátszani épp azon a hajón, ahol Kanaméék osztálya is van. Nem is sejtik, hogy az igazi ellenség már aktivizálódott, és elkezdte megvalósítani küldetését... | |                                                                        |                                                                        |  |
| 15    | ISBN: ISBN 978-4-04-712723-4 | |                                                                        |                                                                        |  |
|       | | |                                                                        |                                                                        |  |
| 16    | - | - | 2011. november 9.                                                      | '                                                                      |  |
| 16    | Fejezetek - 067. Kapcsolat három tengerész közt - 068. Full Metal Santa Claus - 069. Tökéletes taktika - 070. Nagyon boldog karácsonyt - 071. Vihar előtti csend | Fejezetek - 067. Kapcsolat három tengerész közt - 068. Full Metal Santa Claus - 069. Tökéletes taktika - 070. Nagyon boldog karácsonyt - 071. Vihar előtti csend | Szereplő(k) a borítón - Andrej Kalinyin Oldalszám 160                  | Szereplő(k) a borítón - Andrej Kalinyin Oldalszám 160                  |  |
| 16    | A Pacific Chrysalis luxushajón a helyzet kezd elfajulni. Kaname segítségével a Mithril elintézi ugyan az életükre törő Alastor-hadsereget, de a hajó kapitánya, az Amalgam cinkosa elrabolja Tessát. A lány megmentése kockázatos küldetés, miközben Mardukasnak és a Tuatha de Danaan legénységének is szembe kell néznie egy vízalatti támadással. A kötet végén visszakanyarodunk a rendes sztorihoz: a Mithril alapítóját, Lord Malloryt meglátogatja a fia egy eldugott angliai faluban. A fiú dühös, mert rájött, hogy az apja titokban az Amalgamnak dolgozott, de amit ezután tud meg, az még őt is ledöbbenti. | |                                                                        |                                                                        |  |
| 16    | ISBN: ISBN 978-4-04-712756-2 | |                                                                        |                                                                        |  |
|       | | |                                                                        |                                                                        |  |
| 17    | - | - | 2012. április 9.                                                       | '                                                                      |  |
| 17    | Fejezetek - 072. Apa és fia - 073. Útelágazás - 074. Fenyegetés Afganisztánban - 075. Minden egyes döntés - 076. A Mithril feloszlása - 077. Mindenki egyért | Fejezetek - 072. Apa és fia - 073. Útelágazás - 074. Fenyegetés Afganisztánban - 075. Minden egyes döntés - 076. A Mithril feloszlása - 077. Mindenki egyért | Szereplő(k) a borítón - Szagara Szószuke Oldalszám 162                 | Szereplő(k) a borítón - Szagara Szószuke Oldalszám 162                 |  |
| 17    | Fény derül a nagy titokra: mind a Mithrilt, mind az Amalgamot egyetlen ember, Lord Mallory hozott létre, előbbit éppen azért, mert utóbbi irányítását elveszítette. Kalinyin megszerzi Mallorytól az Amalgam régi vezetőinek listáját, hogy a történelem újraírása esetén idejében leszámolhassanak velük. A Mithril erői a Merida-sziget felé tartanak, de egyrészt útjukat állja az Amalgam által idecsalt amerikai haditengerészet, másrészt figyelemelterelésként Leonard legjobb emberei megszállnak egy afganisztáni rakétasilót. Tessa úgy dönt, megosztja az erőket a két helyszín közt, majd jelképesen is feloszlatja a Mithrilt. Afganisztánban Szellem segít Maóék csapatának a rakétasilóba való bejutásnál. | |                                                                        |                                                                        |  |
| 17    | ISBN: ISBN 978-4-04-712788-3 | |                                                                        |                                                                        |  |
|       | | |                                                                        |                                                                        |  |
| 18    | - | - | 2012. december 8.                                                      | '                                                                      |  |
| 18    | Fejezetek - 078. Szürke ló - 079. Emberszív / Gépszív - 080. Kemény landolás - 081. Fekete és fehér - 082. Végjáték - 083. Végső búcsú | Fejezetek - 078. Szürke ló - 079. Emberszív / Gépszív - 080. Kemény landolás - 081. Fekete és fehér - 082. Végjáték - 083. Végső búcsú | Szereplő(k) a borítón - Csidori Kaname Oldalszám 162                   | Szereplő(k) a borítón - Csidori Kaname Oldalszám 162                   |  |
| 18    | Tessa kapitány és a Tuatha de Danaan áttörnek a Merida-sziget tenger alatti védelmén, ám ez áldozatokkal is jár, de Szagara őrmester és a Laevatein sikeresen partot érnek a szigeten. Afganisztánban Belfangan Clouseau és Melissa Mao vívnak élet-halál harcot az ellenfelükkel a rakétabázison, Szószuke pedig a szigeten rádiófrekvencián provokálja Kanamét, hogy a lány testében mélyen létező valódi énje legyőzhesse Sofiát, és megakadályozza az új, minden eddiginél nagyobb TAROS, a TARTAROS aktiválását. Leonard a Beliallal támad rá, azonban hogy kihozza a sodrából, megpróbálja feldühíteni azzal a titokkal, amit Tessa is mondott neki: hogy az anyja megcsalta az apját, míg távol volt. A Tuathe de Danaan legénysége is megérkezik a szigetre, de csak azon az áron, hogy a tengeralattjáró totálkárosra törik. | |                                                                        |                                                                        |  |
| 18    | ISBN: ISBN 978-4-04-712841-5 | |                                                                        |                                                                        |  |
|       | | |                                                                        |                                                                        |  |
| 19    | - | - | 2013. szeptember 20.                                                   | '                                                                      |  |
| 19    | Fejezetek - 084. Törött nyíl - 085. A lány kiáltása a mélyből - 086. Sosuke Sagara - 087. Életösztön - 088. Időlimit - 089. Apa - 090. Mindig legyél mellettem | Fejezetek - 084. Törött nyíl - 085. A lány kiáltása a mélyből - 086. Sosuke Sagara - 087. Életösztön - 088. Időlimit - 089. Apa - 090. Mindig legyél mellettem | Szereplő(k) a borítón - Csidori Kaname, Szagara Szószuke Oldalszám 240 | Szereplő(k) a borítón - Csidori Kaname, Szagara Szószuke Oldalszám 240 |  |
| 19    | Afganisztánban Clouseau hatalmas küzdelemben legyőzi ellenfelét, Mao segítségére pedig régi ismerős, a halottnak hitt Kurz Weber siet. Szószuke szavai megteszik hatásukat: Kanaméból kitör valódi énje, és felveszi a harcot Sofiával. Sofia egy idillikus jövő illúziójával próbálja meg a lányt jobb belátásra bírni, de amikor az álmában Szószuke a jellegzetes sebhelye nélkül jelenik meg, rájön, hogy a fiút örökre elveszíti, és semmi nem lesz ugyanaz, ha véghezviszi a TARTAROS aktiválását. Legyőzi megában Sofiát, amitől megáll az aktiválás, amit mindenki megérez a szigeten. A vereséget szenvedett Leonard aktiválni akarja a sziget önmegsemmisítőjét, de az utolsó pillanatban Kalinyin lelövi, és elrabolja Kanamét. Afganisztánban a küldetés kudarcot vall, és egy atomrakéta elindul egyenesen a Merida-sziget felé. Az evakuálást megkezdik, Szószuke azonban a helikopterrel menekülő Kalinyin nyomába szegődik. Sikerül megmentenie a lányt, hátramarad azonban az utolsó küzdelem saját nevelőapjával. Mielőtt azonban eldőlhetne a küzdelem, Kalinyin belehal a korábban szerzett sérüléseibe. Szószukénak egyszerűen nincs elég ideje arra, hogy elhagyja a szigetet az atomrobbanás miatt, így mindenki halottnak hiszi őt. Valójában a Laevatein utolsó erejével, csodával határos módon megmenti őt. Kaname visszatér régi életéhez Tokióban, és éppen a végzősök évzáró ünnepségére ér vissza az iskolába. Általános meglepetésre Szószuke is megérkezik az utolsó pillanatban, beváltva az ígéretét. Mindenki szeme láttára megcsókolja a lányt, és megígéri, hogy mindig mellette fog maradni. | |                                                                        |                                                                        |  |
| 19    | ISBN: ISBN 978-4-04-712901-6 | |                                                                        |                                                                        |  |